# V. Janvier
V. Janvier war ein französischer Hersteller von Automobilen und Lastkraftwagen.

## Unternehmensgeschichte
Victor Janvier gründete 1901 das Unternehmen in Paris und begann mit der Produktion von Automobilen und Lastkraftwagen. 1901 und 1903 war jeweils ein Fahrzeug auf dem Pariser Automobilsalon ausgestellt. 1904 endete die Automobilproduktion und 1907 die Nutzfahrzeugproduktion. Es bestand keine Verbindung zu Janvier, Sabin et Cie.

## Fahrzeuge
Das einzige Modell war ein Sechsrad. Die vier Vorderräder waren kleiner als die hinteren und wurden gelenkt. Die Hinterräder wurden von einem Vierzylindermotor mit 30 PS Leistung angetrieben. Die Karosserieform Tonneau bot Platz für vier oder sieben Personen.
Die Lastkraftwagen entstanden nach dem gleichen Prinzip und waren auf 7 Tonnen Gesamtgewicht ausgelegt.